# Diocèse de Castellaneta
Le diocèse de Castellaneta (en latin : Diœcesis Castellanetensis ; en italien : Diocesi di Castellaneta) est un diocèse de l'Église catholique en Italie, suffragant de l'archidiocèse de Tarente et appartenant à la région ecclésiastique des Pouilles.

## Territoire
Le diocèse est situé dans une partie de la province de Tarente ; les autres parties de la province étant partagées par le diocèse d'Oria et l'archidiocèse de Tarente. Son territoire est de 1 043 km2 divisé en 35 paroisses. L'évêché est à Castellaneta où se trouve la cathédrale de l'Assomption.

## Histoire
Le diocèse de Castellaneta est érigé à l'époque normande, après la conquête de la ville, une première fois en 1064, puis une seconde fois en 1080 et appartient, dès le départ, à la province ecclésiastique de l'archidiocèse de Tarente.
Le premier évêque historiquement documenté est Amuro, qui est présent en 1099 lors de la consécration de l'église saint Michel Archange à Montescaglioso. En décembre 1100, il confirme à l'abbé Orso de Santa Maria di Banzi, la possession de l'église saint Mathieu sur le territoire de Castellaneta. Dans le décret, Amuro signe  Mutulensis atque Castellanitensis ecclesie presul, c'est-à-dire évêque des églises de Mottola et de Castellaneta, preuve que les deux diocèses sont alors réunis in persona episcopi. Mais cette union dure très peu ; en fait, dans un autre décret de 1110, l'évêque de Mottola, Valcauso, et l'évêque de Castellaneta Nicola, apparaissent tous deux ; ce dernier est toujours mentionné dans un décret de Roger II de 1133. D'importantes monastères bénédictins prennent racine dans la région à partir du XIIe siècle, y compris les églises de San Matteo et San Sabino, qui appartenaient à l'abbaye de Cava de 'Tirreni. Au XIIIe siècle, les relations entre les évêques et les moines sont orageuses, malgré l'exemption des monastères de la juridiction épiscopale, convenue en 1226, et entraînant même des actes de force de la part des évêques. 
À partir du XVIe siècle, les évêques du diocèse de Castellaneta entament les réformes souhaitées par le concile de Trente. Parmi ceux-ci, Bartolomeo Sirigo dit le jeune (1544-1577), ancien secrétaire du concile, qui fait en 1572 la première visite canonique du diocèse. Au début du XVIIe siècle, l'évêque Antonio de Mattheis (1618-1635) entreprend la réforme morale et religieuse du clergé et des fidèles, reconnaissant que la situation précaire créée dans le diocèse est due à la trop grande absence des évêques de leurs propres siège. Les confréries jouent également un rôle important dans le processus de réforme, dont neuf sont connues à la fin du XVIIe siècle, ainsi que des communautés religieuses, notamment dominicains, franciscains, capucins, clarisses et capucines.
À la suite du concordat entre Pie VII et Ferdinand Ier de Bourbon, roi de Naples, le diocèse de Mottola (it) est supprimé le 27 juin 1818 par la bulle De utiliori et son territoire est uni à celui de Castellaneta. Au XIXe siècle, Salvatore Lettieri (1818-1825), premier évêque après une longue période de siège vacant, rétablit les visites pastorales nécessaires pour surmonter les difficultés et le mécontentement suscités par la suppression du diocèse de Mottola. Son successeur Pietro Lepore (1827-1851) fonde le séminaire diocésain, ouvert le 8 mai 1838, célèbre un synode le 24 avril 1839, et fait restaurer la cathédrale.
Le 8 septembre 1976, le diocèse s'agrandit avec l'agrégation des territoires de Ginosa et de Laterza, qui appartenait pendant des siècles à l'archidiocèse de Matera.

## Sources
- http://www.catholic-hierarchy.org